# Bojana Stamenov
Pour les articles homonymes, voir Stamenov.
Bojana Stamenov (en serbe : Бојана Стаменов), née le 24 juin 1986 à Belgrade dans l'ancienne Yougoslavie, est une chanteuse serbe.
Le 15 février 2015, elle gagne la finale serbe "Beosong" et est choisie pour représenter la Serbie au Concours Eurovision de la chanson 2015 à Vienne, en Autriche avec la chanson Ceo svet je moj (Цео свет је мој) (Le monde entier est mien), traduite pour l'occasion en anglais sous le titre Beauty Never Lies (La beauté ne ment jamais). Elle participe à la première demi-finale, le 19 mai 2015, où elle obtient la 9e place et est qualifiée pour la finale. Le 23 mai 2015, elle chante son titre sur la scène du concours, et termine 10e avec 53 points.

## Discographie
En 2012, elle arrive 4e place de la 3e saison de Ja imam talenat!, équivalent de l'émission La France a un incroyable talent.